# Municipio de Moctezuma (Sonora)
El Municipio de Moctezuma es uno de los 72 municipios en que se encuentra dividido el estado mexicano de Sonora, su cabecera es el pueblo de Moctezuma.

## Demografía
De acuerdo a los resultados del Censo de Población y Vivienda de 2020 realizado por el Instituto Nacional de Estadística y Geografía, la población total de Moctezuma es de 5 173 habitantes, de los cuales 2 543 son hombres y 2 630 son mujeres.

### Localidades
El municipio de Moctezuma tiene un total de 9 localidades, las principales y su población en 2020 son las que a continuación se enlistan:
| Código | Localidad                                                             | Población |
| INEGI  | Total Municipio                                                       | 5 173     |
| 0001   | Moctezuma 29°48′8″N 109°40′49″O / 29.80222, -109.68028                | 4 787     |
| 0031   | San Patricio de la Mesa 29°47′21″N 109°40′54″O / 29.78917, -109.68167 | 203       |
| 0346   | El Llano 29°42′33″N 109°39′6″O / 29.70917, -109.65167                 | 99        |
| 0036   | Nícora 29°46′48″N 109°40′56″O / 29.78000, -109.68222                  | 42        |
| 0050   | San Clemente de Terapa 29°40′56″N 109°39′10″O / 29.68222, -109.65278  | 31        |